# Physodium adenodes
Physodium adenodes är en malvaväxtart som först beskrevs av Goldberg, och fick sitt nu gällande namn av Paul Arnold Fryxell. Physodium adenodes ingår i släktet Physodium och familjen malvaväxter. Utöver nominatformen finns också underarten P. a. acuminatum.